# 巴耶格兰德县 (玻利维亚)
 巴耶格兰德县（西班牙語：Provincia Vallegrande），是玻利維亞的一个县份，位於該國東部，屬於聖克魯斯省的一部分，县府設於巴耶格蘭德，面積6,414平方公里，2001年人口27,429，人口密度每平方公里4.3人。
18°40′01″S 64°00′00″W / 18.667°S 64.000°W